# Wessex (circonscription du Parlement européen)
Pour les articles homonymes, voir Wessex (homonymie).
Wessex était une circonscription du Parlement européen couvrant tout le Dorset en Angleterre, ainsi que des parties de l'ouest du Hampshire et du sud du Wiltshire. Il a été nommé d'après le royaume anglo-saxon du Wessex.
Avant l’adoption uniforme de la représentation proportionnelle en 1999, le Royaume-Uni utilisait le système uninominal à un tour pour les élections européennes en Angleterre, en Écosse et au pays de Galles. Les conscriptions du Parlement européen utilisées dans ce système étaient plus petites que les circonscriptions régionales les plus récentes et ne comptaient chacune qu'un seul membre au Parlement européen.
La circonscription se composait des circonscriptions du Parlement de Westminster de Bournemouth East, Bournemouth West, Christchurch and Lymington, North Dorset, Poole, South Dorset, Westbury et West Dorset.
La circonscription a été remplacée par une grande partie du Dorset East and Hampshire West et des parties du Somerset and Dorset West et du Wiltshire en 1984. À la suite de nouveaux changements, ces sièges sont devenus une partie des circonscriptions beaucoup plus grandes du sud-ouest de l'Angleterre et du sud-est de l'Angleterre en 1999.

## Membre du Parlement européen
| Élection                    | Élection | Portrait | Membre       | Parti        |
| --------------------------- | -------- | -------- | ------------ | ------------ |
|                             | 1979     |          | James Spicer | Conservateur |
| 1984 circonscription abolie |          |          |              |              |

## Résultats des élections
Les candidats élus sont indiqués en gras.
| Parti         | Parti                                  | Candidat         | Voix    | %    | ± |
| ------------- | -------------------------------------- | ---------------- | ------- | ---- | - |
|               | Conservateur                           | James Spicer     | 130,744 | 63,3 | ' |
|               | Travailliste                           | J. Goss          | 42,910  | 20,8 |   |
|               | Liberal                                | W. M. Duncan     | 31,220  | 15,1 |   |
|               | Wessex Regionalist                     | Vicomte Weymouth | 1,706   | 0,8  |   |
| Majorité      | Majorité                               | Majorité         | 87,834  | 42,5 |   |
| Participation | Participation                          | Participation    | 206,580 | 37,2 |   |
|               | Conservateur vainqueur (nouveau siège) |                  |         |      |   |